# Sternaulopius duplicatus
Sternaulopius duplicatus är en stekelart som beskrevs av Robert A.Wharton 2006. Sternaulopius duplicatus ingår i släktet Sternaulopius och familjen bracksteklar. Inga underarter finns listade i Catalogue of Life.